# Yannik Ahr
Yannik Ahr (* 15. Oktober 2000) ist ein deutscher Volleyball- und Beachvolleyballspieler.

## Karriere Halle
Ahr spielte als Jugendlicher beim SV Schermbeck. Mit dem RSV Borken 22 nahm er 2014 an der deutschen Meisterschaft der C-Jugend teil. Seit 2015 war der Außenangreifer beim Nord-Zweitligisten TuB Bocholt aktiv. Zwischendurch absolvierte er 2019/20 ein Auslandsstudium an der Campbellsville University in Kentucky und spielte in der Universitätsmannschaft Tigers. Von 2021 bis 2023 war er beim Drittligisten Oldenburger TB aktiv. Von 2023 bis 2025 spielte Ahr mit der zweiten Mannschaft des TSV Giesen in der zweiten Liga Nord. 2025 rückte er in den Erstliga-Kader der Helios Grizzlys Giesen auf.

## Karriere Beach
In seiner Zeit als Jugendspieler wurde Ahr vielfach Westdeutscher Meister. Bei der U17-DM 2016 in Magdeburg und bei der U20-DM 2019 in Dresden wurde er mit seinem Partner Luis Kubo jeweils Deutscher Meister. Nach seinem Auslandsaufenthalt startete Ahr 2021 und 2022 vorwiegend mit dem Oldenburger Jelte Johanning. 2023 spielte er zunächst überwiegend mit Bastian Korreck und seit Juli mit Luis Henrichs. Über die German Beach Tour 2024 qualifizierten sich Ahr/Henrichs (u. a. ein Sieg beim „Rock the Beach“-Turnier auf Borkum) für die Deutsche Meisterschaft in Timmendorfer Strand und erreichten hier den fünften Platz. Auf der German Beach Tour 2025 waren Ahr/Henrichs regelmäßig vertreten und schafften einen fünften Platz in Bremen. Außerdem gewannen sie das Turnier von Rock the Beach in Sankt Peter-Ording. International erreichte Ahr mit Tamo Wüst einen neunten Platz beim Future-Turnier in Messina.

## Privates
Yannik Ahrs älterer Bruder Felix spielte auch Volleyball und Beachvolleyball.